# Bilousivka, Voznesensk
Bilousivka (în ucraineană Білоусівка) este o comună în raionul Voznesensk, regiunea Mîkolaiiv, Ucraina, formată numai din satul de reședință.

## Demografie
Componența lingvistică a comunei Bilousivka
     Ucraineană (91,37%)
     Rusă (6,75%)
     Română (1,49%)
     Alte limbi (0,16%)
Conform recensământului din 2001, majoritatea populației comunei Bilousivka era vorbitoare de ucraineană (91,37%), existând în minoritate și vorbitori de rusă (6,75%) și română (1,49%).